# اس‌اس میلازو
اس‌اس میلازو (به انگلیسی: SS Milazzo) یک زیردریایی بود که طول آن ۱۵۷٫۷ متر (۵۱۷ فوت ۵ اینچ) بود. این زیردریایی در سال ۱۹۱۶ ساخته شد.